# Coupe de France 1927/28
Der Wettbewerb um die Coupe de France in der Saison 1927/28 war die elfte Ausspielung des französischen Fußballpokals für Männermannschaften. In diesem Jahr meldeten 336 Vereine, zehn weniger als bei der Bestmarke aus dem vorangegangenen Jahr.

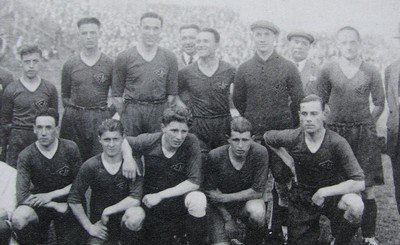
Die Mannschaft des unterlegenen Finalisten CA Paris

Titelverteidiger war Olympique Marseille, der in diesem Jahr bereits im Achtelfinale ausschied. Gewinner der Trophäe wurde der inzwischen mit dem allerersten Gewinner der Coupe de France, Olympique Paris, fusionierte Red Star Olympique. Dies war Red Stars vierter Pokalsieg bei ebenso vielen Finalteilnahmen; zuletzt war ihm dies 1923 gelungen. Endspielgegner Cercle Athlétique de Paris stand in seinem zweiten Finale nach 1920; diesmal verließ CAP den Platz allerdings als Verlierer.
Überhaupt dominierten die Mannschaften aus dem Großraum Paris in dieser Saison wieder so wie in den Anfangsjahren des Wettbewerbs; erstmals seit 1921 waren sie wieder zu dritt unter den letzten vier Teams vertreten. Dies war allerdings nur noch ein kurzes „Aufflackern“ einstiger Größe: schon ein Jahr später fand sich bei den letzten acht Mannschaften lediglich eine einzige aus Paris (erneut CAP), und die schied im Viertelfinale aus. Ein rein Pariser Endspiel hat es seither bis in die Gegenwart (2021) nicht mehr gegeben.
Die Pokalkommission des Landesverbands FFF setzte für Zweiunddreißigstel- und Sechzehntelfinale sämtliche Begegnungen sowie das Heimrecht fest, wobei Fragen der Reisedistanzen im großflächigen Frankreich ebenso eine Rolle spielten wie die Qualität der an den jeweiligen Orten vorhandenen Spielstätten und der Infrastruktur.
Ab dem Achtelfinale wurden die Paarungen frei ausgelost, die Partien fanden auf neutralem Platz statt. Endete eine Begegnung nach Verlängerung unentschieden, kam es zu einem oder mehreren Wiederholungsspielen (in den ersten beiden landesweiten Runden zunächst auf dem Platz des Gegners und danach weiter im Wechsel, ab dem Achtelfinale an neutralem Ort).

## Zweiunddreißigstelfinale
Spiele am 3., Wiederholungsmatches am 18. Dezember 1927
| - FC Dieppe – US Le Bourget 7:0 - FC Bischwiller 07 – US Suisse Paris 1:1 n. V., 1:3 - AC Arles – FC Mulhouse 1893 0:2 - SO Montpellier – Stade Bordeaux UC 3:2 - Stade Mont-de-Marsan – FEC Levallois 2:1 - US Annemasse – Olympique Marseille 1:8 - FC Saint-Louis 1911 – Olympique Lille 0:4 - Excelsior Club Tourcoing – Stade Le Havre 1: 3 - Olympique Alès – ES Juvisy 2:1 - Drapeau Fougères – CA Vitry 5:0 - AS Cannes – Lyon OU 10:1 - US Boulogne – AS Amicale Paris 5:0 - SC La Bastidienne Bordeaux – L’Armoricaine Brest 4:1 - CA Paris – AS Audincourt 5:1 - US Belfort – FC Lyon 6:2 - RC Arras – CA Metz 2:1 | - CS Jean Bouin Angers – Stade Roubaix 2: 1 - CASG Paris – AC Amiens 2:3 n. V. - Le Havre AC – US Auchel 1:1 n. V., 4:1 - AS Valentigney – OGC Nizza 3:2 - FC Rouen – Stade Laval 3:0 - Stade Rennes – UA du 16e Arrondissement 4:2 - Stade Quimper – US Creil-Saint-Just 2:1 n. V. - US Quevilly – ASC Dinard 2:0 - Club Français Paris – Racing Calais 1:0 - Red Star Olympique – SC Nîmes 1:0 - CO Saint-Chamond – Stade Raphaëlois 3:7 - CA du 14e Arrondissement – US Saint-Servan 1:1 (a), 0:3 - Racing Roubaix – Racing Club Rouen 6:0 (b) - US Tourcoing – SC Red Star Strasbourg 4:2 - US Vergèze – Stade Français Paris 3:4 - FC Cette – Girondins Guyenne Sports Bordeaux 1:0 |

## Sechzehntelfinale
Spiele am 8., Wiederholungsmatches am 22. Januar 1928
| - US Suisse Paris – SO Montpellier 0:3 - FC Mulhouse 1893 – AS Cannes 4:0 - Olympique Marseille – US Belfort 3:0 - Olympique Lille – FC Dieppe 10:2 - Stade Le Havre – RC Arras 2:2 n. V., 5:2 - SC La Bastidienne Bordeaux – CS Jean Bouin Angers 4:2 - CA Paris – Le Havre AC 0:0 n. V., 1:0 - AC Amiens – Stade Rennes 7:3 | - AS Valentigney – Olympique Alès 6:0 - Stade Quimper – Red Star Olympique 1:5 - US Quevilly – US Boulogne 1:6 - Stade Raphaëlois – Club Français Paris 3:0 - US Saint-Servan – Racing Club Rouen 3:1 - US Tourcoing – FC Rouen 1:2 - Stade Français Paris – Drapeau Fougères 3:2 - FC Cette – Stade Mont-de-Marsan 3:0 |

## Achtelfinale
Spiele am 5., Wiederholungsmatch am 19. Februar 1928
| - FC Mulhouse 1893 – FC Rouen 2:1 n. V. - Olympique Lille – SC La Bastidienne Bordeaux 5:1 - AC Amiens – Olympique Marseille 4:4 n. V., 3:2 - CA Paris – AS Valentigney 2:0 | - Red Star Olympique – US Saint-Servan 5:1 - Stade Français Paris – US Boulogne 1:0 - Stade Raphaëlois – Stade Le Havre 2:1 - FC Cette – SO Montpellier 3:1 |

## Viertelfinale
Spiele am 26. Februar, Wiederholungsmatch am 15. März 1928
| - FC Mulhouse 1893 – Stade Raphaëlois 1:0 - CA Paris – Olympique Lille 0:0 n. V., 1:0 | - Red Star Olympique – AC Amiens 4:3 - Stade Français Paris – FC Cette 2:1 |

## Halbfinale
Spiele am 1. April 1928
| - CA Paris – FC Mulhouse 1893 5:1 | - Red Star Olympique – Stade Français Paris 8:2 |

## Finale
Spiel am 6. Mai 1928 im Stade Olympique Yves-du-Manoir in Colombes vor 30.000 Zuschauern
- Red Star Olympique – CA Paris 3:1 (2:1)

### Mannschaftsaufstellungen
Auswechslungen waren damals nicht möglich; einen fest angestellten Trainer besaßen zu dieser Zeit nur wenige Klubs in Frankreich.
Red Star Olympique: René Espanet – Marcel Domergue , Orestes Diaz – Augustin Chantrel, Paul Baron, Paul Wartel – Brenna Egil Lund, Juste Brouzes, Paul Nicolas, Paul Martin, René Lebreton
CA Paris: Armand Blanc – Jean Fidon, Albert Ottavis – Jean Laurent, Jean Gautheroux, René Quentier  – Georges Ouvray, Lucien Laurent, Pierre Bertrand, Marcel Langiller, Roland Mathieu
Schiedsrichter: Georges Balvay (Paris)

### Tore
1:0 Wartel (8.)

2:0 Lund (33.)

2:1 Bertrand (45.)

3:1 Brouzes (61.)

### Besondere Vorkommnisse
Mit seinem vierten Gewinn der Trophäe war Red Star wieder alleiniger Spitzenreiter, gemessen an der Zahl der Pokalsiege. Aus der siegreichen Elf von 1923 waren nur noch die Angreifer Brouzes und Nicolas dabei – und Letzterer wechselte nach diesem Titel, der auch persönlich sein vierter war, zum AC Amiens. Paul Nicolas stellte damit Jean Boyers Rekord aus dem Vorjahr ein; es dauerte bis 1945, ehe zwei weitere französische Fußballer (Maurice Dupuis und „Gusti“ Jordan) auf eine gleich hohe Zahl kamen, und sogar bis 1955, ehe Marceau Somerlinck diese Höchstmarke noch übertreffen konnte.
Schiedsrichter Balvay leitete nach 1926 zum zweiten Mal ein Endspiel.